# ジョジョの奇妙な冒険 オールスターバトル
『ジョジョの奇妙な冒険 オールスターバトル』（ジョジョのきみょうなぼうけん オールスターバトル）は、2013年8月29日にバンダイナムコゲームスから発売された漫画『ジョジョの奇妙な冒険』を原作としたPlayStation 3用ゲームソフト。略称は「ジョジョASB」。
ここでは、2022年9月に発売された『ジョジョの奇妙な冒険 オールスターバトルR』についても解説する。

## 概要
2012年7月5日に行われた作者の荒木飛呂彦による原画展「ジョジョ展」の記者発表会で発表された。
開発はサイバーコネクトツー。キャラクターモデリング、3Dモーションなどの一部はグラフィニカが担当している。ジョジョの奇妙な冒険第1部から第8部までに登場した主要キャラクターたちを操作し、1対1で戦う3D対戦格闘ゲーム。ジョジョ25周年を記念し、すべての部が登場するクロスオーバー作品として制作された。
グラフィック面では荒木の独特の画風をゲームで再現するために独自のシェーディングエンジン「JOJO・シェーディング・レクイエム」が開発された。「レクイエム」の名がついているのは最初のシェーディングプログラムを一度捨てて生まれ変わらせているためである。また、モーション面でも「ジョジョ的」なアクションを表現するために、秒間60フレームではなく敢えてその半分の秒間30フレームで作成されている。また、キャラクターの仕草や行動もゲームに影響させることもある。
キャラクターのモーションのほとんどが原作のコマからとられており、原作中から使えるコマをストックし、それを繋げてモーションにしている。例として、ジョナサンは約9割が原作からのモーションとなっている。ネット上にはモーションが原作のどの場面のものかを探す検証動画があがっている。なお、開発の松山はこの検証動画を視聴しており、間違っている箇所もあるなどと発言している。
本作の技名は、投げ技を含め半分以上が、作中のセリフから取られている。セリフが使われていない技も、その技が原作で使われた場面のナレーションや他のキャラクターのセリフなどが使われている。また、特定の状況では、特定のキャラクターに特定の技を使う、あるいは止めを刺す、特定の組み合わせで戦闘を行うなど、特殊な演出が用いられるなど、原作再現に力が入れられている。
2013年8月28日に行われた発売前夜祭イベントでDLCキャラクターに関する第7弾PVが公開され、同時に原作者である荒木の別作品『バオー来訪者』の主人公・橋沢育朗がゲスト参戦することが発表された。

### オールスターバトルR
2022年9月1日（Steamは同年9月2日）に『ジョジョの奇妙な冒険 オールスターバトル R』（ASBR）が発売。対応機種はPlayStation 4、PlayStation 5、Nintendo Switch、Xbox One、Xbox Series X/S、Steam。
『ASB』からグラフィック・ゲームバランスが調整され、新規キャラクターが追加されている。声優陣は第六部までの登場人物は全てテレビアニメのキャストに変更されている。『ASB』で有料DLCキャラクターであったキャラクターは最初から使用可能（バオー含む）。また、シーズンパスとして発売後にプレイアブルキャラクターがさらに追加される。

## システム
バトルスタイル
本作のシステムにおける特徴の一つ。原作での各キャラクターの個性が反映され、スタイルボタンを押すことでキャラクターごとに設定されたスタイルが発動する。
波紋
第1部、第2部の主人公サイドのキャラクターである「波紋使い」が使うスタイル。スタイルボタンを押すことで「波紋の呼吸」を行い、ハートヒートゲージを増加させる。さらに、対応するコマンド技を強化することも可能（HHゲージ半分消費）。
食屍鬼街（オウガーストリート）
スピードワゴンのみが持つ、「東洋人」と「刺青」の3名で戦うスタイル。スタイルボタンを押すことで東洋人と刺青を入れ替えることができ、技の性能が変化する。
吸血
ディオやヴァニラなどの「吸血鬼」が持つスタイル。特定の技を当てた状態でスタイルボタンを押すと吸血を行い、体力やハートヒートゲージを回復する。
流法（モード）
第2部の敵である「柱の男」が使うスタイル。スタイルボタンを押すと徐々にハートヒートゲージを消費する特殊なモードを発動させ、キャラクター能力をアップさせる。また、さらにゲージを1本消費することで上位の流法へと移行してさらにパワーアップする。
なお、「吸血鬼」と「柱の男」は受けたダメージの何割かが自動で回復し、使用できるステージが夜か屋内のものに限られる（キャンペーンモードではすべてのステージが使用できる）。
スタンド
第3部以降のキャラクターが持つスタイル。スタイルボタンを押すとスタンドのON/OFFを行う。スタンドON・OFFで技が一変するキャラクターが多い。スタンドゲージはないが、ダウンするとスタンドは解除される。
スタンドモードでしか使用できない技などもあり、スタンドが特定の技を出している時にスタイルボタンを押すとハートヒートゲージを消費して本体も同時に攻撃する「スタンドラッシュ」を発動する。
兄貴とママっ子野郎（マンモーニ）
プロシュート&ペッシのみが持つスタイル。プロシュートをペッシが援護する。スタイルボタンはプロシュートのスタンドON・OFFに対応している。
騎乗
第7部のキャラクターが持つスタイル。スタイルボタンを押すと馬に乗り降りできる。スタンド同様、騎乗状態でダウンすると解除される。スタンドに比べ、乗るまでに少し時間がかかる。
馬に乗っている状態では両者とも通常投げが当たらなくなる。
バオー武装現象（アームドフェノメノン）
橋沢育朗のみが持つスタイル。残りの体力が一定量になるたびに「フェノメノンLv」がアップし、Lvアップごとに特殊効果が発動する（最大Lv3）。
Lv1では「体力の自動回復」が付加され、Lv2以降は体力の回復量が段々とアップしていく。

ハートヒートゲージ
画面の下部にあるゲージ。ダメージを与えたり受けることで増加していき、溜まったゲージを消費することで「ハートヒートアタック」や「グレートヒートアタック」をはじめとした特殊なアクションを発動できる。
また、ハートヒートゲージの上にはミスタやジョニィの残弾、音石の電力ゲージなど一部キャラクター固有のゲージが表示される。
ハートヒートアタック / グレートヒートアタック
ハートヒートゲージを消費して発動する超必殺技。ゲージを1本消費する「ハートヒートアタック（略称HHA）」、ゲージを2本消費する大技「グレートヒートアタック（略称GHA）」の2種類がある。
コマンドは全てのキャラクター共通で、コマンド＋攻撃ボタン2、3つ同時押し、GHAに至ってはL1一つでも発動可能、攻撃ボタン2つ押しもR2で代用可能、と、かなり簡単に出せる。反面、カウンター技だったり隙が多かったりと当てるのに工夫が求められる場合がある。
基本的に最初の始動技を当てることでムービーでの連続攻撃が行われるが、中にはカットインの後すぐ攻撃するものもある。
カーズやジョルノなどの進化することが技性能が変化するキャラクターは進化した後にHHA・GHAが使えなくなる。また、このタイプの技は変身完了まで数秒間隙を晒すことになり、その間に攻撃を受けると失敗してしまい、ゲージも消費されたままである。
スタイリッシュムーブ
攻撃をタイミングよくガードすると発動するアクション。ガードゲージを消費する代わりに、華麗なポージングと共にノーダメージで回避行動を取ることができる。距離を取るのではなく軸移動するので、ラッシュ系の技だと被弾する場合あり。
スタイリッシュガード
『ASBR』にて追加されたシステム。コマンドを入力することで、当身状態（待機状態）に移行し、その間に攻撃を受けるとスタイリッシュムーブが発動する。
イージービート
格闘アクションが苦手な人向けに登載されているシステム。弱攻撃ボタンをタイミングよく押すだけで、連続コンボからHHAを発動させられる。ただし、HHAがカウンター系や攻撃以外の技のキャラクターは発動しない場合もある。
チェーンビート
通常攻撃は弱・中・強と順に繰り出すことで技のあとの硬直時間をキャンセルし、コンボを繋げることができる。
プッツンキャンセル
ハートヒートゲージを一定量消費することで、技を繰り出した後の硬直時間をキャンセルするシステム。普段は繋がらない技でコンボを繋げたり、空振りした隙を消すことが可能。
ステージギミック
各ステージに用意された仕掛け。特定の範囲でダウンすると起動準備に入り、少し経つと起動する。サブキャラクターによって一定範囲に対する攻撃が行われ、接触するとダメージ。1ステージだけ、ダメージではなくHHゲージ全快という効果のギミックがある（後述）。
シチュエーションフィニッシュ
特定の場所めがけてHHAかGHAで決着をつけると、敗北したキャラクターが各ステージの原作で起きたシーンを再現する演出が表示される。
挑発
相手をダウンさせたときに挑発をすることで相手のHHゲージを減少させることが可能。挑発はカスタマイズモードで自由に変更が可能。
ラッシュモード
対戦中にお互いのラッシュ系の必殺技がかち合うと、ボタン連打で相手と競い合う"突き（ラッシュ）の速さ比べ"が起こり、連打数が少ない方が吹き飛ばされる。
なお、使用できるキャラクターは限られており、ジョナサン、承太郎、ポルナレフ、DIO、仗助、ジョルノ、ブチャラティ、ミスタ、ナランチャ、徐倫、ジョニィ、定助が発生の可能性があるキャラクターにあたる。
ゴゴゴモード / 覚悟モード
体力が残り少なくなると自動的に発動するシステム。「ゴゴゴモード」は発動後、攻撃力と攻撃した時のハートヒートゲージの溜まる量がアップする。また、覚悟モードは攻撃力アップのうえにほとんどの攻撃に対してスーパーアーマー状態になり、攻撃を受けた時のハートヒートゲージの溜まる量がアップする。覚悟モードを持つキャラクターは限られており、ゴゴゴモードと両立はしない。
覚悟モードが発動するのはジョルノ、ブチャラティ、ミスタ、フーゴ、エルメェスのみ。
聖なる遺体
第7部に登場するキャラクター専用のシステム。ステージ上に3つ配置される"遺体"を回収することでキャラクター性能が変化する。遺体はダウンすると落としてしまう。
アシストシステム
『ASBR』にて追加されたシステム。任意のタイミングで他キャラクターからのアシストを受けられるシステム。攻撃やトラップを仕掛ける「アサルトアシスト」と、防御時や被ダメージ時に敵の攻撃をカットする「リバーサルアシスト」の2種類が存在する。
キャラクターによって使用回数が異なる、ジャンプ中は使用できない、発動ごとのクールタイムが存在するなどの制限も存在する。また、アサルトアシストに比べて、リバーサルアシストの方がクールタイムの回復が遅い。

## モード
ストーリーモード
原作のストーリーを追体験するモード。第4部の登場人物、杉本鈴美が案内をする。ナレーションはテレビアニメ版と同じく大川透。テキストのみでストーリーが進行し、カットされている部分も多い。ただし、各ストーリーのオープニングとエンディングはフルボイスとなっている。
ステージによって攻撃力・防御力が上下したり、体力・HHゲージが時間経過で回復したりなど、敵あるいは自分に特殊な効果が発生する場合がある。
また、ステージごとに原作に沿った行動が求められるシークレットミッションが1〜3つ設定されており、満たすことでショップポイントが増える。
戦闘開始前にショップでサポートをアイテムを購入することができ、これを使えば格闘ゲームが苦手な人でもクリア可能。サポートアイテムの販売はヴェルサスが担当。なお、サポートアイテムの名前はその効果に沿った原作キャラクター関連になっている。
『ASBR』には存在しない。
キャンペーンモード
オンラインに接続し、CPU戦を戦い抜くことでキャラクターをカスタマイズできる「カスタマイズメダル」を集めるモード。スティーブン・スティールが案内をする。探索にはエネルギーが必要だが、消費したエネルギーは一定時間（20分）の経過、イベント、アイテム「ごま蜜団子」の使用で回復する（アイテム課金#「スタミナ」回復アイテム）。
CPUは低確率で出現する「ボス」と外れた場合に出現する「ヴィジョン」の2通り。ヴィジョンは他プレイヤーがカスタマイズして登録したキャラクターとなる。
ボスは個別に決まったメダル、ヴィジョンは各ボスの低レアリティのメダルのいずれかが入手できる。ただし、特定の条件を満たしてしまうと入手できなくなる。なお、低レアリティのメダルは勝たなくても手に入る。
ボスは体力とは別にHPが設定されており、戦闘結果を受けて減少していく（エネルギーの追加消費で与ダメージアップ）。これが0になると再起不能となり、コスチュームなどのレアなメダルが別途入手できる（そのボスはすぐさま復活する）。また、前回の遭遇から10分間確実にそのボスに出会えるようになっている。
ログインボーナスやスコアボーナス、ショップで購入するなどして手に入れたアイテムを使うことで戦闘に有利な効果を発揮できたり、ボスに出会う確率を上昇させたりできる。サポートアイテムの案内は宮本輝之輔が担当。
『ASBR』には存在しない。
キャンペーン第1弾「杜王町に巣食う闇」
DLCキャラクター「吉良吉影」、「矢安宮重清」とカスタマイズメダル144種を配信。
キャンペーン第2弾「どう猛な野獣」
DLCキャラクター「イギー」、「パンナコッタ・フーゴ」（無料）とカスタマイズメダル128種を配信。
キャンペーン第3弾「波紋の達人」
DLCキャラクター「ジョセフ・ジョースター」（老ジョセフ）、「リサリサ」とカスタマイズメダル128種を配信。
キャンペーン第4弾「恐怖の処刑人」
DLCキャラクター「ナルシソ・アナスイ」、「ヴァニラ・アイス」とカスタマイズメダル126種を配信。
キャンペーン第5弾「これが！ バオーだッ!!」
DLCキャラクター「橋沢育朗」とカスタマイズメダル127種を配信。
オールスターバトルモード
『ASBR』から追加。『ASB』のストーリーモードとキャンペーンモードに代わり新設されたモード。原作の印象的なバトルを再現した「ノーマルバトル」と本作オリジナルの戦いが行われる「エクストラバトル」がある。エンポリオ・アルニーニョが案内をする。
アーケードモード
『ASBR』から追加。連続でバトルを行なっていくモード。ジャン・ピエール・ポルナレフ（5部）が案内をする。
8回の連続バトルで好成績を目指す「チャレンジバトル」と体力が尽きるまでたら戦い続ける「エンドレスバトルが楽しめる」。また、ランダムでモードセレクト画面上のアイコンにハーヴェストが出現することがあり、その際はリザルト時のゴールドが増加する。
バーサスモード
自由に対戦ができるモード。リンゴォ・ロードアゲインが案内をする。
『ASB』ではオフライン対戦とオンライン対戦の両方を行うモードであったが、『ASBR』ではオフライン対戦のみのモードとなった。通常の大戦のほか、トーナメントの作成など複数の対戦方式が用意されている。
オンラインモード
『ASBR』で追加。『ASB』のバーサスモードからオンライン対戦のみが独立したモード。リンゴォが案内をする。
オンラインミッションも用意されており、オンライン対戦で指定のミッションをクリアすることで、報酬を入手することができる。一定期間でミッションは切り替わるが、期間内に獲得できなかった報酬はショップに追加される。
プラクティスモード
バトルの練習ができるモード。ロギンズ&メッシーナが案内をする。ゲージの状態など設定できるほか、トロフィー条件を満たすことも可能。
カスタマイズモード
キャラクターの挑発・勝利台詞のカスタマイズができるモード。ダニエル・J・ダービーが案内をする。
オンライン対戦で表示されるプレイヤーカードのカスタマイズも可能。カードに設定できる各キャラクターの名言のボイスを聞くこともできる。
オンライン対戦で使用される
ギャラリーモード / ショップ&ギャラリーモード
ゲーム中に登場したおまけ要素を閲覧できるモード。エンポリオが案内をする。
モデルビューアー
ショップで購入した3Dモデルを鑑賞することができる。テレンス・T・ダービーが案内をする。スタイリッシュムーブを全種類確認することが可能。
サウンドテスト
ショップで購入したBGM、VOICEを聞くことができる。レオーネ・アバッキオが案内をする。
アートビューアー
ショップで購入した絵を閲覧できる。オインゴ&ボインゴが案内をする。キャラクターやステージの設定画などを閲覧できる。
ジョジョ辞典
ジョジョの奇妙な冒険に関する用語を説明してくれる。ギアッチョが案内をする。辞典の内容はストーリーモードをクリアすることによって増えていく。
ギャラリーショップ
上記のコーナーで鑑賞できるモデルや絵を購入することができる。ワンチェンが案内をする。

オプションモード
ゲーム中の設定を変更できるモード。メローネが案内をする。

## 登場キャラクター
担当声優は『ASB』 / 『ASBR』の順に表記。一人しか記載がない場合は、特筆がない限りは両作で同一の配役。基本的には同一のキャストであっても『ASBR』では新規に録り直されている。
ASBは第1部・第2部のみテレビアニメ版に準拠しており、第3部以降はゲームオリジナルキャストが担当。『ASB』以降に発表されたテレビアニメ版では、基本的には新規のキャスティングが行われている。『ASBR』では、第3部から第6部のキャラクターに関しては、テレビアニメ版に準拠したキャスティングに変更されている。承太郎、DIO、並行ディエゴの時止め効果音がテレビアニメ準拠になっている。
『ASB』でDLCとして配信されていたキャラクターは『ASBR』ではすべて初期状態で使用可能。また、『ASBR』にはキャンペーンモードが登場しないため、『ASB』でキャンペーンモードにのみ登場していたキャラクターは、『ASBR』ではプレイヤーカードに設定できる名言ボイスのみ収録されている。

### 第1部 ファントムブラッド

#### 参戦キャラクター（Part1）
ジョナサン・ジョースター
声 - 興津和幸
バトルスタイル - 波紋
第1部の主人公。吸血鬼となったディオを倒すため、ツェペリに弟子入りして波紋法を学んだ。
基本的な技が揃っているオールラウンダー。また上記の通り、唯一生身で承太郎らのスタンドのラッシュに対抗できるキャラクター。
発動しておくことで、敗北しても復活できるという特殊技「これが僕の最後の波紋だ…」を有する。
HHAはディオめがけて放った炎を纏った回転パンチ「最後の最後に敗北するのはどちらかーっ」。
GHAは波紋を纏った拳でラッシュをくらわせる「山吹色の波紋疾走（サンライトイエローオーバードライブ）」。
ウィル・A・ツェペリ
声 - 塩屋翼
バトルスタイル - 波紋
ジョナサンに波紋の呼吸法を教えた師匠。石仮面を追っている。
ハイジャンプ「座ったままの姿勢で跳躍」が可能で、空中戦に対応した技が多い。また、「当たる面積を最小にして波紋防御」を使用することで空中での防御も可能。
HHAは原作でジョナサンに波紋を教えるためにカエル越しに岩を砕いた流れを再現した「これが『仙道』だ！」。
GHAはジョナサンに波紋を教えた際の流れ＋ズームパンチによる波紋疾走である「太陽の波紋！ 山吹色の波紋疾走（サンライトイエローオーバードライブ）」。
ディオ・ブランドー
声 - 子安武人
バトルスタイル - 吸血
第1部のボス。石仮面の力で吸血鬼と化した男。ジョナサンの宿命のライバル。
唯一の「吸血」単独スタイルであり、一部のコマンド技から派生する「貧弱貧弱ゥ〜〜ッ!!」や「無駄無駄無駄アーーッ！」を使用することで体力やHHゲージを吸収することができる。
HHAは発動時に隙があるが一瞬で端で届く、目から体液を飛ばす技「空裂眼刺驚（スペースリパースティンギーアイズ）」。ジョナサンへの止めに使うと、一瞬特殊演出が入る。
GHAはダイアーを殺した際の流れを元にした気化冷凍法からの攻撃を行う「もっとも残酷な死を贈ろう！」。
ロバート・E・O・スピードワゴン
声 - 上田燿司
バトルスタイル - 食屍鬼街（オウガーストリート）
ロンドンの貧民街でチンピラを取り仕切る男。ジョナサンの人柄に惚れて仲間になる。
『ASB』ではメインメニュー（モードセレクト）の案内を担当。PV第5弾ではナレーションを担当した。
『ASBR』からはプレイアブルキャラクターとして参戦。東洋人と刺青と共に戦う専用スタイル「食屍鬼街（オウガーストリート）」を持つ。コマンドによって東洋人と刺青を入れ替えることで、技の性能が変化する。
HHAは仲間と共に相手を袋叩きにする「身ぐるみはいじまいなッ！」。貧民街へ向かったジョナサンに奇襲をかけた際の再現。
GHAは相手をハンマーで殴りつけて、仲間と共に体当たりした後に帽子を投げつけて切り刻む「刃が骨まで達した音！」。

#### その他のキャラクター（Part1）
エリナ・ペンドルトン
声 - 川澄綾子
ジョナサンの思い人。後に結婚し、ジョナサンの妻となる。
ジョージ・ジョースター
声 - 菅原正志
ジョナサンの父。ディオを引き取り養子とする。
ゲーム中ではキャンペーンモードに登場。次のバトルで負けてもリザルトをSにしてくれる。
ワンチェン
声 - 中博史
ディオの配下である吸血ゾンビ。
ゲーム中ではギャラリーモード中のギャラリーショップの案内を担当。ギャラリーモードで閲覧できるアイテムを売ってくれる。
ダイアー
声 - 武虎
トンペティの弟子である波紋戦士。ツェペリとは20年来の親友。
ゲーム中ではキャンペーンモードに登場。「稲妻空烈刃（サンダースプリットアタック）」または「稲妻十字空烈刃（サンダークロススプリットアタック）」で敵の体力を減らしてくれる。
東洋人、刺青
声 - 山本格（東洋人）、田尻浩章（刺青）
食屍鬼街でスピードワゴンと共にジョナサンを襲撃した二人組。一人は顔に刺青をした大柄なナイフの使い手、もう一人は中国拳法を操る東洋人。
『ASBR』からの追加キャラクター。スピードワゴンの戦闘演出に登場する。

### 第2部 戦闘潮流

#### 参戦キャラクター（Part2）
ジョセフ・ジョースター
声 - 杉田智和
バトルスタイル - 波紋
第2部の主人公。ジョナサンの孫で波紋使い。
固有ゲージ"またまたやらせていただきましたァン"レベルを持ち、特定のカウンター技が成功する度にレベルが上昇し、波紋技を強化することができる（最大3回）。
カウンター技「おまえの次のセリフは」を成功させると、相手の挑発台詞を先読みする。先読みが成功すると相手のHHゲージを減らすことができる。また、特殊技「逃げるんだよォ!」を使用することでバックダッシュが可能。
HHAはトンプソン機関銃を乱射する「宣戦布告だぜッ！」。コマンド入力で、波紋を流しての追撃を行う「ぶっ壊すほどシュート！」に派生する。
GHAは糸の結界で相手を絡めた後にクラッカー4つによる連撃を加える「だましの手品だッ！」。
シーザー・アントニオ・ツェペリ
声 - 佐藤拓也
バトルスタイル - 波紋
ジョセフの戦友である波紋使い。ツェペリ男爵の孫。
発動すると周辺に留まるタイプの技が多い。
HHAはシャボンランチャーで相手を覆って波紋を流す「シャボンバリアー」。
GHAはシャボンレンズで光を集め、レーザー光線化して照射する「まっ黒に感光しろ！」。
リサリサ
声 - 田中敦子
バトルスタイル - 波紋
ジョセフとシーザーの波紋の師匠で、ジョセフの実母。
『ASB』DLC追加キャラクター。キャンペーン第3弾「波紋の達人」で配信。「波紋チェーン」という特殊性能を持つ。始動技、ループ技、フィニッシュ技を自由に組み合わせることでコンボを繋げていくことが可能。
HHAはエイジャの赤石で増幅された光を放つ「スーパー・エイジャ」。
GHAはカウンター技の「抱きしめるというならためしてみなさい」。マフラーで相手を縛った後に追撃を加える。
ワムウ
声 - 大塚明夫
バトルスタイル - 流法（モード）
「柱の男」の一人。カーズに戦闘の天才と評されるほどの実力を持つ。風を操る「風の流法」を使う。
「風のプロテクター」を発動することで透明になり、攻撃をうけてものけぞらなくなる。
特殊技「「風」だけを感じてものを見よう」を発動すると、ガードの上からでも体力を削ることが可能になるが、チェーンビートが使えなくなる。この技は一度発動すると解除できない。
HHAは正面に竜巻を発生させる「闘技！ 神砂嵐!!」。
GHAは角から超圧縮空気のブレードを照射する「最終流法・渾楔颯（ファイナルモード・こんけつさつ）」。
エシディシ
声 - 藤原啓治
バトルスタイル - 流法（モード）
「柱の男」の一人で、カーズの同志。超高温の血液を操る「熱を操る流法」を使う。
「怪焔王の流法」を発動すると体の周りに炎を纏い、相手が近づくだけでダメージを受けるようになる。また、一部のコマンド技では相手に「高熱」の状態異常を付加できる。
カウンター技「あァァァんまりだアァアァ」が成功すると相手のHHゲージを減らしつつ、自分のHHゲージを回復することが可能。
HHAはロギンス師範代を殺した蹴り「あっという間の一撃」。蹴りが当たった際に吸血を行い、体力ゲージが回復する。
GHAは血管針を相手に突き刺し、熱血を送り込む「火をともして焼いてくれるぜ！」。
カーズ
声 - 井上和彦
バトルスタイル - 流法（モード）
第2部のボス。「柱の男」のリーダー格。光を放つ刃を操る「光の流法」を使う。
「輝彩滑刀の流法 」を発動すると一部のコマンド技がガード不能になる。
HHAは輝彩滑刀でメッタ斬りにする「輝彩滑刀」。
GHAはエイジャの赤石をはめた石仮面を被ることで「究極生命体（アルティミット・シイング）」へと進化する「『究極の生命体カーズの誕生だッーっ』」。発動時に隙はあるものの、進化すれば技が大幅に増える。「猛禽類の翼」による飛行が可能になり、「空中チェーンビート」など空中戦に対応した技が増える。
同キャラクター対戦時、2P側は小説『JORGE JOESTAR』の台詞を喋る。
ルドル・フォン・シュトロハイム
声 - 伊丸岡篤
バトルスタイル - 世界一の科学力
ナチスの将校。「柱の男」の1人であるサンタナを倒すために自爆し死んだと思われていたが、後にサイボーグとなって復活する。
『ASB』ではゲーム中のキャンペーンモードに登場。敵の体力を減らしてくれる。
『ASBR』ではDLC追加プレイアブルキャラクターとして参戦。専用スタイル「世界一の科学力」を持ち、「重機関砲モード」と「紫外線照射装置モード」を切り替えることができる。紫外線照射装置モード時は時間経過で固有ゲージの「紫外線照射装置ゲージ」が減っていくが、重機関砲モード時や後述のHHAで回復する。
また、発動までの隙が大きいが当てると大ダメージを与える自爆技「さらばだ いまいましいイギリス野郎…」も使用可能。
HHAは着脱可能な義手をロケットパンチの如く発射し、重機関砲で相手をハチの巣にする「一発一発の弾丸がおまえの体をけずりとるのだ!!」。ヒットすると紫外線照射装置ゲージを全回復する。
GHAは相手に紫外線を照射し重機関砲で相手をハチの巣にした後、ミサイルを撃ち込んで止めを刺す「きさまにとどめをさせるなんて！ スカッとするぜーッ!!」。

#### その他のキャラクター（Part2）
ロギンス＆メッシーナ
声 - 仲野裕（ロギンス）、中村秀利（メッシーナ）
リサリサの召し使いで波紋の師範代。
ゲーム中ではプラクティスモードの案内を担当。

### 第3部 スターダストクルセイダース

#### 参戦キャラクター（Part3）
空条 承太郎（くうじょう じょうたろう）
声 - 小野大輔
バトルスタイル - スタンド、スタンド名 - スタープラチナ（星の白金）
第3部の主人公。DIOの影響で倒れた母を救うため、祖父ジョセフらと共にエジプトへと旅立つ。近距離パワー型のスタンド「スタープラチナ」を使う。
ゲージを消費することで時を止める特殊技「おれが時を止めた…」が使用可能。DIOが時を止めた際に使用するとゲージが続く間は行動不能を解除できる。また、DIOのGHA中に使用することで特殊演出が発動。ダメージを少し減らすことができる。
HHAはスタンドがラッシュをくらわせる「オラオラオラオラッ！」。攻撃ボタンを連打することでヒット数が増加し、連打数が一定回数を超えるとトドメのアッパーが追加される。
GHAは時を止めた上でラッシュをくらわせる「てめーはおれを怒らせた」。
モハメド・アヴドゥル
声 - 江原正士 / 三宅健太
バトルスタイル - スタンド、スタンド名 - マジシャンズレッド（魔術師の赤）
ジョセフの友人であるスタンド使い。DIOを倒すためにジョセフたちに同行する。炎を操るスタンド「マジシャンズレッド」を使う。
炎を当てることで、「高熱」の状態異常を付加できる。
HHAはジャッジメントに対して行った連続攻撃「3つの願いを4つにしてくれ」。
GHAは炎のアンクを分裂させながら放つ「C・F・H・S（クロスファイヤーハリケーンスペシャル）」。
花京院 典明（かきょういん のりあき）
声 - 遊佐浩二 / 平川大輔
バトルスタイル - スタンド、スタンド名 - ハイエロファントグリーン（法皇の緑）
承太郎の通う学校へ転校してきたスタンド使い。DIOの刺客だったが、敗北した後は仲間となる。スタンドは遠距離攻撃を得意とする「ハイエロファントグリーン」。
HHAはスタンドが敵の体内に侵入して攻撃する「罰を与える」。
GHAは法皇の結界で相手を包囲してエメラルドスプラッシュを放つ「半径20mエメラルドスプラッシュ」。
ジャン＝ピエール・ポルナレフ
声 - 平田広明 / 小松史法
バトルスタイル -  スタンド、スタンド名 - シルバーチャリオッツ（銀の戦車）
DIOの刺客として現れたスタンド使い。敗北したその後は仲間となる。騎士の姿をしたスタンド「シルバーチャリオッツ」を使う。
HHA「カッチュウを脱ぎ捨てればッ！」は攻撃ではなく鎧を脱いで攻撃ヒット数を増加させるという特殊タイプ。一定時間がたつと効果は解除される。
GHAは甲冑を脱ぎ捨てたスタンドが分身攻撃をする「「ゾッ」としたようだな」。
第3部のキャラクターではあるが、第5部にも登場するので面識のある第5部のキャラクターとは特殊会話がある。
イギー
声 - 千葉繁 / 福圓美里
バトルスタイル - スタンド、スタンド名 - ザ・フール（愚者）
スタンド使いの犬。スタンドは砂を操る「ザ・フール」。
『ASB』DLC追加キャラクター。キャンペーン第2弾「どう猛な野獣」で配信。小型犬なので、姿勢がひときわ小さく攻撃が当たりづらい上に投げが決まらない特殊仕様「とてつもなくチビな野郎か!?」を有する。ただし、通常攻撃でもカード上からダメージを受けてしまう。
HHAはザ・フールで捕らえた敵を空中から投げ落とす「かたまってとり込みやがった!」。
GHAは「ざまあみろ」。スペシャルコスチュームAを使用していると演出が変化する。
『ASB』では基本的には喋らず、鳴き声には犬のサンプリングボイスが使用されており、ナレーションによる説明が入る箇所もある。モノローグなどの心の声は千葉が担当している。『ASBR』では福圓が鳴き声も含めて全て担当している（ナレーションは併用）。
ジョセフ・ジョースター（老ジョセフ）
声 - 杉田智和 / 石塚運昇
バトルスタイル - スタンド / 波紋、スタンド名 - ハーミットパープル（隠者の紫）
承太郎の祖父。第2部のジョセフが老人になり、DIOの影響でスタンドに目覚めた。スタンドは念写能力をもつ「ハーミットパープル」。
『ASB』DLC追加キャラクター。キャンペーン第3弾「波紋の達人」で配信。「スタンドON/OFF」と「波紋の呼吸」の両方が可能な特殊キャラクター。「逃げながらガンガン闘うッ！」でバックダッシュが可能。
HHAはカウンター技「戦いの年季」。
GHAはハーミットパープルで捕らえた敵に波紋を纏ったパンチを叩き込む「『隠者の紫』AND『波紋』」。
ホル・ホース
声 - 大塚芳忠 / 木内秀信
バトルスタイル - スタンド、スタンド名 - エンペラー（皇帝）
DIOの刺客であるスタンド使い。拳銃型のスタンド「エンペラー」を使う。鏡の中から現れるスタンド「ハングドマン」を使うスタンド使いJ・ガイルとコンビを組んでいる。
スタイルはスタンドであるが、スタイルボタンを押しても「スタンドON/OFF」は発動せず、次に使う弾丸の威力を上げる特殊技「銃は剣よりも強し」が発動する。特殊技「よし見てこよう!」でバックダッシュが可能。
また、女性が対戦相手の場合性能が変化する特殊仕様「おれは女を尊敬している」を有する。HHゲージ上にアイコンがつき、HHゲージが溜まりづらくなるが攻撃力が上昇する。
HHAはエンペラーによる連続銃撃を放つ「ブチまけやがれ」。
GHAはJ・ガイルとの連携攻撃「このホル・ホースがあんさんを始末するからな」。
ヴァニラ・アイス
声 - 吉野裕行 / 速水奨
バトルスタイル - スタンド / 吸血、スタンド名 - クリーム
DIOの側近であるスタンド使い。DIOに血を捧げ、吸血鬼になっている。スタンドは暗黒空間に引きずりこんだものをバラバラに分解する「クリーム」。
『ASB』DLC追加キャラクター。キャンペーン第4弾「恐怖の処刑人」で配信。固有ゲージ「スタンドパワーゲージ」を持つ。時間経過・被ダメージ・ガードでゲージが減少し、ゲージがなくなるとスタンドモードが解除される。なお、スタンドモード時は「けりをつけてやる!」以外の技は使用不可能。
一部のコマンド技から繋がる吸血技「DIO……様」で体力を回復することが可能。また、特殊技「ド畜生がァーーーーーーッ」でダウン追い打ちが可能。
HHAはクリームによる噛み付き攻撃「暗黒空間にバラまいてやる」。
GHAは敵の周囲の空間を削りながら迫る「亜空の瘴気」。
DIO
声 - 子安武人
バトルスタイル - スタンド / 吸血、スタンド名 - ザ・ワールド（世界）
第3部のボス。第1部のディオが終盤で失った首から下の部分をジョナサンの肉体を奪うことで復活した姿。スタンドは時を止める能力を持つ「ザ・ワールド」。
吸血をすることで体力を回復させる技「なじむぞ」は、Part6以前のジョースター一族に対してのみ使うと「最高に「ハイ!」てやつだアアアアア」へと派生し、追加効果を発揮する。
ゲージを消費することで時を止める特殊技「時よ止まれ！」が使用可能。承太郎が時を止めた際に使用するとゲージが続く間は行動不能を解除できる。
HHAは時を止めてナイフを投げつける「青ざめたな…」。時間停止中に使用するとゲージが続く限り連続で使用可能な飛び道具へと変化する。
GHAは時を止め、ロードローラーで相手を押しつぶした後にラッシュを加える「ロードローラーだッ！」。承太郎に対して使用すると特殊演出がある。
マライア
声 - 高垣彩陽
バトルスタイル - スタンド / スタンド名 - バステト女神
DIOに従うスタンド使い。スタンドは磁力を操る能力を持つ「バステト女神」。
『ASBR』からの追加参戦キャラクター。スタイルボタンを押すことで発動する「触れてはいけない物というのは触れてしまいたくなるものね」は地面にコンセントを設置するトラップ技であり、相手がコンセントに触れることで「磁力ゲージ」を増加することができる。磁力ゲージが増加した状態ではマライアを中心に磁力の効果範囲が表示され、効果範囲内では磁力ゲージは徐々に上昇し、また、ゲージのレベルに応じてコマンド技やHHAの威力や性能が上昇する。
HHAは胸元から大量のナットを飛ばす「なに想像してんのさ！」。
GHAは相手の足元にコンセントを設置し、ヒットすると大量の鉄塊で押し潰す「ビチグソどもがァァーッ」。
ペット・ショップ
声 - なし
バトルスタイル - スタンド / スタンド名 - ホルス神
DIOの館で飼われているハヤブサであり、館の門番。スタンドは氷を操る能力を持つ「ホルス神」。
『ASBR』からの追加参戦キャラクター。スタイルボタンを押すことで「飛翔モード」に変化することができる。一定時間空中を移動することができるが、その間はガードや投げ技など一部の行動ができなくなる。スタンドのON・OFFはできず、全て技の演出のみで使用する。
HHAは2つの巨大な氷塊で相手をしとめる「キョーーーン」。
GHAは突進した直後に大量の氷塊で相手の身動きを止めて巨大な氷塊を飛ばして止めを刺す「キョオオ〜〜〜ン」。

#### その他のキャラクター（Part3）
J・ガイル
声 - 立木文彦 / 桐本琢也
ホル・ホースとコンビを組むスタンド使い。鏡に映る像としてのスタンド「ハングドマン」を持つ。
ゲーム中ではホル・ホースの戦闘演出に登場する。ゲーム中では常に「ハングドマン」として登場するため、エンディングクレジットも「ハングドマン」となっている。
呪いのデーボ
声 - 石塚運昇（デーボ）、宮下栄治（呪いの人形） / 樫井笙人
DIOの部下の1人。相手を恨むことで強くなるスタンド「エボニーデビル」を使う。
ゲーム中ではキャンペーンモードに登場。「エボニーデビル」の効果で攻撃力を増加させる（エネルギー追加で効果アップ）。
カメオ
声 - 大友龍三郎 / 有本欽隆
DIOの部下の1人。人間の「心からの願い」を土に投影し実体化させる能力をもつスタンド「ジャッジメント」を使う。
ゲーム中ではキャンペーンモードに登場。プレイヤーの3つの願いを叶えることでキャラクターを強化してくれる。
ダニエル・J・ダービー
声 - 石井康嗣 / 銀河万丈
DIOの部下でテレンスの兄。根っからのギャンブラーで、ギャンブルで勝った相手の魂をコインに変えるスタンド「オシリス神」を使う。
ゲーム中ではカスタマイズモードの案内を担当。キャンペーンモードにも登場し、彼にギャンブルで勝つことでバトルに有利な効果が得られる。
テレンス・T・ダービー
声 - 諏訪部順一
DIOの部下でダービーの弟。テレビゲームが得意。スタンドはゲームで勝った相手の魂を奪う「アトゥム神」。
ゲーム中ではギャラリーモード中のモデルビューアーの案内を担当。またCM「ROUND1 - 3」にも出演している。
オインゴ&ボインゴ
声 - 藤本たかひろ（オインゴ）、菅沼久義（ボインゴ） / 保村真（オインゴ）、くまいもとこ（ボインゴ）
DIOの部下でスタンド使いの兄弟。兄・オインゴのスタンドは本体の姿を自在に変化させる「クヌム神」、弟・ボインゴのスタンドは本に描かれた絵を通して近未来を予知する「トト神」。
ゲーム中ではギャラリーモード中のアートビューワーの案内を担当。
なお、『ASB』ではスタッフロールではミスで、キャストが逆に表記されている。前夜祭でのサイン色紙では正しい表記になっている。
カイロの情報屋
声 - 宮崎寛務
ゲーム中ではキャンペーンモードに登場。指定したボスの出現確率をアップしてくれる。
『ASBR』には登場しない。
エンヤ婆
声 - 三輪勝恵 / 鈴木れい子
DIOにスタンドの存在と能力の発現のさせ方を教えた張本人で、J・ガイルの母親。霧状のスタンド「ジャスティス」を使う。
ゲーム中では、60％の確率で入手できるメダルを増やすことができる（エネルギー追加で成功率アップ）。
ヌケサク
声 - 根本幸多 / 奈良徹
DIOの部下で吸血鬼。本作では男性の姿のみの登場（原作では女性の姿もある）。
ゲーム中では第3部ステージ「DIOの館」のステージギミックとして登場。
ウィルソン・フィリップス
声 - 佐藤正治 / チョー
アメリカ合衆国の上院議員。DIOが乗り込んだ車に乗っていた。
ゲーム中では第3部ステージ「カイロ市街」のステージギミックとして登場。

### 第4部 ダイヤモンドは砕けない

#### 参戦キャラクター（Part4）
東方 仗助（ひがしかた じょうすけ）
声 - 羽多野渉 / 小野友樹
バトルスタイル - スタンド、スタンド名 - クレイジー・ダイヤモンド
第4部の主人公。ジョセフの隠し子で承太郎の叔父。普段は温厚だが、髪型を貶されると激怒する。スタンドは触れたものを直す「クレイジー・ダイヤモンド」。
カウンター技「けなすやつあゆるさねえ〜〜〜」が成功すると敵キャラクターが仗助の髪型を罵倒し、仗助が暴走状態となる。スーパーアーマーがつき、常に前進するようになる。この罵倒セリフはキャラクターごとに異なる。
HHAはスタンドがラッシュをくらわせる「射程距離内に………………入ったぜ…………」。追加コマンドを入力することで「オレの「自動追尾弾」だぜ…」。へと派生する。
GHAはわざわざ相手の体力を全快にしてからそれを上回るダメージを与える「おめーをすでに治しといた」。
虹村 億泰（にじむら おくやす）
声 - 高木渉
バトルスタイル - スタンド、スタンド名 - ザ・ハンド（手）
仗助の友人であるスタンド使い。仗助の敵として登場したが、その後仲間となる。スタンドは右手で掴んだものを空間ごと削り取る「ザ・ハンド」。
ガード不能技が多く、攻撃力も高い。
「『空間』をけずってんだぜェ〜〜」などの一部のコマンド技は相手や自分を瞬間移動させる効果を持つ。
HHA「くたばりやがれーッダボがァ!」は溜めることで性能が強化され、ガード不能技となる。ただし、その分隙は多い。
GHA「もうどっちか考えるのは面倒くせえぇぇッ!」はやたらめったらに空間を削る技。技の最後にはどこからともなく植木鉢が飛んできて億泰にぶつかってしまう（ダメージあり）。
広瀬 康一（ひろせ こういち）
声 - 朴璐美 / 梶裕貴
バトルスタイル - スタンド、スタンド名 - エコーズ ACT1 - 3
仗助の同級生でスタンド使い。音を操るスタンド「エコーズ」は、康一の成長に合わせて進化していく。主に本体モードではACT1とACT2、スタンドモードではACT3を使う。
コマンド技「S・H・I・T」とHHA「必殺『エコーズ3FREEZE!!』」はヒットすると「重力」の状態異常を付加することができる。吉良吉影の「シアーハートアタック」も重くすることが可能。
GHA「ひょっとして成長したんですかァ!? ぼく!?」はACT1からACT3までのすべての形態で連続攻撃をする技。
岸辺 露伴（きしべ ろはん）
声 - 神谷浩史 / 櫻井孝宏
バトルスタイル - スタンド、スタンド名 - ヘブンズ・ドアー
杜王町に住む人気漫画家。対象を本へと変えるスタンド「ヘブンズ・ドアー」を使う。
本体モードでは通常攻撃がすべて特殊技「安全装置（セイフティーロック）」となり、対応する攻撃ボタンを封印し、使用できなくしてしまう。しかし、この状態ではコンボが繋がらない。
相手に挑発された後に挑発をすると特殊挑発「きさま程度のスカタンにこの露伴がなめられてたまるかァーーーッ!!!」が発動。減らされた以上にHHゲージが回復する。
HHAは「君の『リアリティ』をぼくのものとさせてもらうぞーーーーッ!!」。一定時間敵の技を封じ込めてしまう。
GHAは「ヘブンズ・ドアー」。敵のすべての攻撃を一定時間使用不可能にする。
矢安宮 重清（やんぐう しげきよ）
声 - 山口勝平
バトルスタイル - スタンド、スタンド名 - ハーヴェスト
通称「重ちー」。仗助と億泰の友人であるスタンド使い。お金にセコい一面がある。スタンドは物を集めるのが得意な郡体型スタンド「ハーヴェスト」。
『ASB』ではDLC追加キャラクター。キャンペーン第1弾「杜王町に巣食う闇」で配信。常時スタンドモードで、「スタンドON/OFF」が存在しないかわりに攻撃重視と防御重視の切り替えを行う。
HHAはハーヴェストによる突進を繰り出す「おらマジに怒るどッ！」。
GHAはハーヴェストを取り付かせ、動きを封じた状態から攻撃を繰り出す「強い証拠見たいか？ ンン？ 見してやるッ！」。
音石 明（おといし あきら）
声 - 森久保祥太郎
バトルスタイル - スタンド、スタンド名 - レッド・ホット・チリ・ペッパー
ライトハンド奏法を得意とするロッカー。「矢」によって電気を操るスタンド「レッド・ホット・チリ・ペッパー」に目覚める。
固有ゲージ"電力"ゲージを持ち、減少するとスタンドの性能が低下し、0％になるとスタンドが使用不可能になる。時間経過や特殊技「充電」の他、ステージギミックの落雷で回復可能。また、波紋使い以外では珍しいHHゲージを貯める技「ライトハンド奏法」を持つ。
HHAは「この小指一本でおまえをフッ飛ばすと予告しよう！」。敵に攻撃がヒットすると、攻撃と同時に電力ゲージを1ゲージ分溜めることが可能。
GHAはギターソロに合わせてスタンドが連続攻撃を繰り出す「必死になるよォ〜〜〜ォ!!」。
川尻 浩作（かわじり こうさく）
声 - 小山力也 / 森川智之
バトルスタイル - スタンド、スタンド名 - キラークイーン / ストレイ・キャット
第4部のボス。杜王町に住む殺人鬼で、手の綺麗な女性を48人殺している。本名は吉良吉影であるが、一般人に成り済ますため、本来の川尻浩作を殺して成り代わっている。スタンドは触れたものを爆弾にする「キラークイーン」。また、キラークイーンの腹部には空気を操るスタンド「ストレイ・キャット」を持つ猫草を設置している。
ストレイ・キャットの空気弾は本体モードとスタンドモードで性能が異なる。空気弾は空気弾による爆破はガード不可だが、至近距離だと自分も被弾する。
HHAはカウンター技の「『猫草』ッ！ 防御してくれている！」。
GHA「バイツァ・ダスト」はヒットするとタイムカウントが10秒巻き戻り、体力が回復する。また、成長するキャラクター（ジョルノのゴールド・E・レクイエムやプッチのメイド・イン・ヘブンなど）を初期状態に戻すことができる。
吉良 吉影（きら よしかげ）
声 - 小山力也 / 森川智之
バトルスタイル - スタンド、スタンド名 - キラークイーン（シアーハートアタック〈声 - カシワクラツトム / 森川智之〉）
第4部のボス。杜王町に住む殺人鬼であり、川尻に成り代わる前の本来の姿。
『ASB』DLC追加キャラクター。キャンペーン第1弾「杜王町に巣食う闇」で配信。初回版の購入特典でもあり、初回封入特典の「川尻早人メモ」に記載されているダウンロードコードを入力すると無料で使用できる。
「なんであろーと爆弾に変える」でコインを爆弾に変え投げつけたり、「第一の爆弾」で相手を爆弾に変えることもできる。原作通り爆弾は同時に一つしか生成できないが、任意爆破・接触爆破双方が可能。
HHAは殴った相手を爆弾に変えて爆破する「こっぱみじんに消し飛ばしてやるッ！」。
GHAは「シアーハートアタック」。動きは遅いがどこまでも敵を追跡するため、回避が困難。
空条承太郎（4部）
声 - 小野大輔
バトルスタイル - スタンド、スタンド名 - スタープラチナ
28歳に成長した承太郎。
『ASBR』からの追加参戦キャラクター。遠距離攻撃の「ベアリング弾」など、一部の技構成が異なる。また、3部の承太郎と違い、DIOのGHAで特殊演出が発動しない。
HHAはスタンドが突進してラッシュを繰り出す「たたっこわしてやるぜ……きさまの顔面の方をな……」。
GHAも同じくスタンドで殴り倒した後にさらに追撃を繰り出す「カッタルイことは嫌いなタチなんで」。
山岸由花子（やまぎし ゆかこ）
声 - 能登麻美子
バトルスタイル - スタンド、スタンド名 - ラブ・デラックス
康一を愛する少女。スタンドは髪の毛を操る「ラブ・デラックス」。
『ASBR』からの追加参戦キャラクター。スタイルモードを押すことで、HHゲージを消費する代わりに攻撃を強化する「ラブ・デラックス」を使用できる。
敗北した際に一定のゲージ量が残っていると体力が少量回復して復活できる「あだしの大切な髪の毛が真っ白になってるわッ！」が発動する。
HHAはどこからともなく持ってきた下駄箱で相手を殴り付ける「このゲタ箱ッ！ じゃまよッ！」。
GHAは地中に突き刺した髪の毛で相手を吹き飛ばし、そのまま相手を拘束して複数回地面に叩きつける「荒っぽいことをさせてもらうわッ！」。
虹村形兆（にじむら けいちょう）
声 - 志村知幸
バトルスタイル - スタンド、スタンド名 - バッド・カンパニー
億泰の兄。スタンドはミニチュアの軍隊を操る「バッド・カンパニー」。
『ASBR』DLC追加参戦キャラクター。一部の攻撃技中にスタイルボタンを押すことで「攻撃体制維持」が発動し、「歩兵モード」と「ヘリコプター・戦車モード」を切り替えることができる。歩兵モードは主に近距離、ヘリコプター・戦車モードは遠距離に優れている。
HHAはヘリコプターと戦車による一斉射撃「我が「バット・カンパニー」は鉄壁の守り……」。発動後は自動的にヘリコプター・戦車モードに切り替わる。
GHAは歩兵部隊が機銃を乱射する「撃てェーーーーッエエエエエエ」。
噴上裕也（ふんがみ ゆうや）
声 - 谷山紀章
バトルスタイル - スタイル、スタンド名 - ハイウェイ・スター
暴走族の高校生。自身の美しさにとても自信があるナルシスト。人間の養分を吸い取る遠隔操作型のスタンド「ハイウェイ・スター」を操る。
『ASBR』DLC追加参戦キャラクター。攻撃をヒットさせることで相手のHP（養分）を吸収することができる。
HHAはスタンドを足跡状に分離してラッシュを繰り出す「お前の臭いは覚えたッ！」。
GHAは遠くの相手をも追跡しヒットすると養分を吸収する「養分をくれェ〜〜〜ッ」。

#### その他のキャラクター（Part4）
杉本 鈴美（すぎもと れいみ）
声 - 広橋涼 / 原紗友里
吉良に殺された少女の幽霊。
ゲーム中では第4部ステージ「杜王町」のシチュエーションフィニッシュの演出で登場。また、『ASB』ではストーリーモードの案内も担当。
川尻 早人（かわじり はやと）
声 - 佐藤ゆうこ / 佐藤利奈
川尻浩作の息子。
ゲーム中では川尻のGHA「バイツァ・ダスト」の演出に登場。
吉良 吉廣（きら よしひろ）
声 - 島田敏 / 千葉繁
吉良吉影の父親。癌で他界した後もスタンド「アトム・ハート・ファーザー」の能力で息子を護ろうとしている。
ゲーム中では第4部ステージ「吉良邸」のステージギミックとして登場。
小林 玉美（こばやし たまみ）
声 - 田中一成 / 鶴岡聡
ゆすり屋。スタンドは罪悪感を感じた人間の心身に重圧を与える南京錠型スタンドの「ザ・ロック」。
ゲーム中ではキャンペーンモードに登場。無条件に入手できるメダルを一つ増やす。
間田 敏和（はざまだ としかず）
声 - 松野太紀 / 下和田ヒロキ
仗助たちと同じ高校の3年生。スタンドは木製人形に触れた人間の姿、仕草、声紋から全てをコピーする「サーフィス」。
ゲーム中ではキャンペーンモードに登場。「サーフィス」でサポートアイテムをコピーしてくれる。
トニオ・トラサルディー
声 - 松原大典 / 川島得愛
イタリア料理店「トラサルディー」を営む男性。スタンドは料理に混入し、食べた者の身体の不調を治す「パール・ジャム」。
ゲーム中ではキャンペーンモードに登場。「パール・ジャム」でジョジョエネルギーを回復させてくれる。
大柳 賢（おおやなぎ けん）
声 - 日野未歩 / 坂本千夏
小学6年生のスタンド使い。通称・ジャンケン小僧。スタンドはジャンケンで勝った相手のスタンドを1/3ずつ吸収する「ボーイ・II・マン」。
ゲーム中ではキャンペーンモードに登場。ジャンケンに勝つことで任意のボスの出現率を100％にする（エネルギー追加で出す手を封じることができる）。
宮本 輝之輔（みやもと てるのすけ）
声 - 成瀬誠 / 河西健吾
人が恐怖する姿を観察するのが好きな少年。スタンドは物質や「恐怖のサイン」を示した者を紙にして封印する「エニグマ」。
ゲーム中ではキャンペーンモードに登場。「エニグマ」でサポートアイテムをファイルしている。

### 第5部 黄金の風

#### 参戦キャラクター（Part5）
ジョルノ・ジョバァーナ
声 - 浪川大輔 / 小野賢章
バトルスタイル - スタンド、スタンド名 - ゴールド・エクスペリエンス / ゴールド・エクスペリエンス・レクイエム（声 - 渡辺美佐 / 小野賢章）
第5部の主人公。DIOの息子。憧れのギャングスターになるためにギャング組織「パッショーネ」に入団する。物体に生命を与える能力を持つスタンド「ゴールド・エクスペリエンス」を使う。
HHA「痛みがゆっくりやってくるッ！」では殴った相手に「麻痺」の状態異常を付加できる。また、ジョナサン相手だと目に親指を入れて振り抜き、プッチ神父相手だと左手を添えているなど、殴る相手によっては細かい演出が設けられている。
GHA「「矢のパワー」の『先』」は『矢』を使うことでスタンドがレクイエムへと進化する。数秒間隙を晒すものの、技が大幅強化される。レクイエム化は一定時間たつと解除される。また、プッチ神父の「メイド・イン・ヘブン」によって行動が低速化するのを無効化できる。
ブローノ・ブチャラティ
声 - 杉山紀彰 / 中村悠一
バトルスタイル - スタンド、スタンド名 - スティッキィ・フィンガーズ
「パッショーネ」のチームリーダーの1人。物体にジッパーを取り付けるスタンド「スティッキィ・フィンガーズ」を使う。
決着がつくラウンドで体力がゼロになると、わずかに体力が回復する特殊技「『天』がチョッピリだけ許してくれた偶然の運命」を有する。
HHA「覚悟はいいか？ オレはできてる」は原作で自爆同然の攻撃だったため、使うと自分もダメージを受ける（時間経過で回復する）。
GHAはスタンドによるラッシュをくらわせる「アリーヴェデルチ」。
グイード・ミスタ
声 - 赤羽根健治 / 鳥海浩輔
バトルスタイル - スタンド、スタンド名 - セックス・ピストルズ（声 - 今井麻美 / 鳥海浩輔）
ブチャラティの部下。弾丸を操る小人のようなスタンド「セックス・ピストルズ」を使う。
"ピストルズ"と"弾丸"2つの固有ゲージを持つ。数字の｢4｣が大嫌いで、残弾が4の時に攻撃を受けるとHHゲージが減少する特殊仕様「4て数は縁ギが悪い」を有する。スタンドボタンを押すことで銃弾にピストルズをとりつかせて威力を上げる「仕事だぞォ〜」か、ステージ上にピストルズを配置することで弾丸の軌道を変えることができる「配置につけッ！」が使用可能。この技はどちらかが発動しているともう片方は発動しない。
HHAは放たれた弾丸をピストルズが蹴り砕いて散弾に変える「ヤロードモォ――ッ！ 狙エッ！」。
GHAはピストルズとのコンビネーションで全弾を命中させる「真の覚悟はここからだッ」。
ナランチャ・ギルガ
声 - 三瓶由布子 / 山下大輝
バトルスタイル - スタンド、スタンド名 - エアロスミス
ブチャラティの部下。戦闘機型のスタンド「エアロスミス」を使う。
通常攻撃に遠距離攻撃を持つ他、スタンド攻撃は複数の派生技を持つ。
HHAはエアロスミスによる絨毯爆撃を繰り出す「もっとでっかくしてやるぜェ〜〜〜〜ッ!!」。
GHAは「ボラーレ・ヴィーア」。機銃と爆弾で敵を吹き飛ばす。
パンナコッタ・フーゴ
声 - 小田久史 / 榎木淳弥
バトルスタイル - スタンド、スタンド名 - パープル・ヘイズ（声 - 江川央生 / 榎木淳弥）
「パッショーネ」の構成員。ブチャラティたちの仲間だったが、ボスを裏切ったブチャラティたちに付いていけず離脱する。スタンドは本人すら制御できない殺人ウイルスを撒き散らす「パープル・ヘイズ」。
『ASB』DLC追加キャラクター。キャンペーン第2弾「どう猛な野獣」で配信。当初は有料の予定だったが、後に無料に変更された。
固有ゲージのカプセルを消費することで霧状の毒を散布できる。一部のコマンド技に追加入力で使用でき、霧に接触すると毒の状態異常になる。ただし、制御不能という原作の通り、自分も感染してしまう。
HHAはスタンドがラッシュをくらわせる「爆発するかのように襲い…嵐のように立ち去る」。技の最後にはカプセルを割り、毒の霧を散布する。
GHAは敵をウイルスに感染させた後にラッシュをくらわせる「覚悟している眼」。この技を使用するか、覚悟モード中にコマンドを入力することでスタンドが「パープル・ヘイズ・ディストーション」へと進化。技の性能が強化され、カプセルが全回復する。ディストーションへの変化はラウンドをまたいで継続される。
ストーリーモードの内容はスピンオフ小説『恥知らずのパープルヘイズ』の後日談だが、ジョルノたちと戦う際は一部のキャラクターを除きボスの追っ手という扱いになっている。
ディアボロ
声 - 森川智之 / 小西克幸
バトルスタイル - スタンド、スタンド名 - キング・クリムゾン（深紅の王）
第5部のボス。ギャング組織「パッショーネ」の"ボス"。ヴィネガー・ドッピオというもう一つの人格を持つ二重人格者。時間を消し飛ばすスタンド「キング・クリムゾン」を使う。
カウンター技「『時間を消し去って』飛び越えさせた…!!」を成功させると、時間を吹っ飛ばして5秒間自分だけ移動できる「時間を吹っ飛ばす」が発動。また、ダメージを受けている際にコマンド入力をすることで相手コンボをカットする「無意味な行為だったな」成功後にも発生する。
HHA「墓碑銘（エピタフ）」は一定時間攻撃中・ジャンプ中でなければ投げとGHA以外の攻撃を消費なしのスタイリッシュムーブで回避するという防御技。
GHAは相手の攻撃を能力で無効化させて背後から相手を始末するカウンター技「永遠の絶頂」。
トリッシュ・ウナ
声 - 千本木彩花
バトルスタイル - スタンド、スタンド名 - スパイス・ガール
ボスの娘。スタンドは殴ったものを柔らかくする「スパイス・ガール」。
『ASBR』からの追加参戦キャラクター。
HHAは鞭のように柔らかくした鉄パイプを振り回す「アラユル『物質ヲ柔ラカクスル』」。ボタンを連打することでヒット数がアップし、一定以上のヒット数になると真上に打ち上げるフィニッシュが追加される。
GHAは「WAAAAAAAANNABEEEEEEEEEE」。柔らかくした地面が波のようにうねり、ヒットするとスタンドによるラッシュを叩き込む。
プロシュート & ペッシ
声 - 寺島拓篤（プロシュート）、ふくまつ進紗（ペッシ） / 鈴木達央（プロシュート）、木村昴（ペッシ）
バトルスタイル - 兄貴とママっ子野郎（マンモーニ）、スタンド名 - ザ・グレイトフル・デッド（プロシュート） / ビーチ・ボーイ（ペッシ）
暗殺チームのメンバーであり、プロシュートとペッシの二人一組で戦う。プロシュートは周囲の生物を老化させるスタンド「ザ・グレイトフル・デッド」を、ペッシは釣り竿型のスタンド「ビーチ・ボーイ」を持つ。
『ASB』では第5部ステージ「ネアポリス駅」のステージギミックおよびシチュエーションフィニッシュの演出で登場。
『ASBR』からはプレイアブルキャラクターとしても参戦。プロシュートがメインで、ペッシが援護する独自のスタイル「兄貴とママっ子野郎（マンモーニ）」を持つ。リーチの長いペッシの援護攻撃と、素早い攻撃が可能で特定のコマンド技を決めることで3段階に分けて相手の行動を制限する老化攻撃を持ったスタンドを使い分けて戦う。老化の具合は固有ゲージの「老化ゲージ」で確認可能。HHAは成功すると老化ゲージを最大にする当て身技「（動きが）見えるッ！のろいぞ！」。GHAはペッシとのコンビネーション攻撃「「ブッ殺す」と思ったならスデに行動は終わっているんだッ！」。
ギアッチョ
声 - 鈴木達央 / 岡本信彦
バトルスタイル - スタンド、スタンド名 - ホワイト・アルバム
暗殺チームの一人。極低温を操り、水分を凝固させたスピードスケート用スーツのような装甲で本体を覆うスタンド「ホワイト・アルバム」を使う。
『ASB』ではギャラリーモード中のジョジョ辞典の案内を担当。
『ASBR』からはプレイアブルキャラクターとしても参戦。通常状態では必殺技の発生が遅いものの、スタンドを発動すると機動力が上がり、投げやHHA、GHAを食らわない限り解除されることはないため、基本的にはスタンド状態で立ち回っていく。HHAは一定時間能力を強化してカウンターで相手を凍らせたり、一部の飛び道具を無効化する「『ホワイトアルバム ジェントリーウィープス！（静かに泣く）』」。GHAは相手を凍らせて何度も殴り付けた挙げ句、粉々に打ち砕く「チクショオーーームカつくんだよ！ コケにしやがって！ ボケがッ！」。
リゾット・ネエロ
声 - 藤真秀
バトルスタイル - スタンド、スタンド名 - メタリカ
暗殺チームのリーダー。磁力を用いて鉄分を操るスタンド「メタリカ」を扱う。生物の血液中に含まれる鉄分を磁力でカミソリやハサミなどに変えることが可能。
『ASBR』DLC追加参戦キャラクター。なお、メタリカは「ロォォォド」という鳴き声を発するため、リゾットが参戦する以前からゲーム中ではローディング画面に登場していた。
スタイルボタンを押すことで「暗殺者」が発動し、透明になることができる。透明化中は一部の飛び道具を無効化することができる。
当て身技の「『殺り方』は!!! できている…………」は成功するとステップやダッシュなどの移動行動を制限できる。
また、ゲージを少量消費して体力を少しだけ回復する「磁力で傷口を縫合」を所持している。
HHAはスタンド能力で生成したメスを飛ばしヒットするとさらに追い討ちをかける「メスは磁力の方向を指し示したッ！」、GHAは原作では不発に終わったディアボロにとどめを刺すシーンを再現した「とどめだ くらえ 『メタリカ』ッ！」。
レオーネ・アバッキオ
声 - 楠大典 / 諏訪部順一
バトルスタイル - スタンド、スタンド名 - ムーディー・ブルース
ブチャラティの部下。ビデオ映像のように指定したスタンドや人間の行動を再生（リプレイ）できる「ムーディー・ブルース」を使う。
ゲーム中ではギャラリーモード中のサウンドテストで登場。BGMやボイスを「ムーディー・ブルース」でリプレイしてくれる。
『ASBR』ではDLC追加プレイアブルキャラクターとしても参戦。自身が直前に放った必殺技をリプレイで追撃する特殊な性能を持つ。
HHAはアバッキオと、アバッキオをリプレイしたムーディー・ブルースによる連続攻撃「記録を全て「再生（リプレイ）」する！」。GHAはナランチャ・ミスタと共に相手を何度も蹴りつける「敵か！ 敵かッ！ 敵かッ！ 敵かッ！」。

#### その他のキャラクター（Part5）
ジャン＝ピエール・ポルナレフ（5部）
声 - 小松史法
第5部におけるポルナレフ。
『ASBR』からの追加キャラクター。ゲーム中ではオールスターバトルモードのサポート効果購入画面、およびアーケードモードの案内を担当。
ヴィネガー・ドッピオ
声 - 石田彰 / 斉藤壮馬
ディアボロのもう一つの人格。ドッピオの人格の時は背格好も十代の少年のようになる。
ゲーム中ではディアボロの勝利演出などに登場。
メローネ
声 - 野島健児 / 間島淳司
暗殺チームの1人。スタンドを生み出すスタンド「ベイビィ・フェイス」を使う。
ゲーム中ではオプションモードの案内を担当。
チョコラータ
声 - 内田直哉 / 宮内敦士
ディアボロの切り札の1人。スタンドは現在の位置より少しでも低い所に降りると急激に繁殖するカビを散布する「グリーン・ディ」。
ゲーム中ではキャンペーンモードに登場。「グリーン・ディ」でHPへのダメージを増加させる。
セッコ
声 - 下野紘 / KENN
ディアボロの切り札の1人。周囲のあらゆるものを泥化させるスタンド「オアシス」を使う。
ゲーム中では第5部ステージ「ローマ市街」のステージギミックとして登場。

### 第6部 ストーンオーシャン

#### 参戦キャラクター（Part6）
空条 徐倫（くうじょう ジョリーン）
声 - 沢城みゆき / ファイルーズあい
バトルスタイル - スタンド、スタンド名 - ストーン・フリー
第6部の主人公。承太郎の娘。恋人に裏切られてG.D.st刑務所に入れられる。スタンドは徐倫自身の肉体を糸状に変化させ、それを自在に操る「ストーン・フリー」。
承太郎に近い近接型だが、設置型攻撃・カウンター技・移動補助技など特殊な技も有する。
HHAはミラションを倒す際の流れを再現した「1000球だ！」。ヒット数表示では本当に1000ヒットする。
GHAは相手を糸で縛り付けた後にスタンドのラッシュをくわえる「再起不能になってもらう」。
エルメェス・コステロ
声 - 米本千珠 / 田村睦心
バトルスタイル - スタンド、スタンド名 - キッス
留置場で知り合った徐倫の友人。姉を殺した犯人を捜している。シールを貼り付けた物質を2つに分裂させるスタンド「キッス」を使う。シールが剥がれると元に戻り、その際の衝撃で破壊が起きる。
コマンド技「こんなシールの使い方」を使用すると、シールを貼って手足を増やし、攻撃数を増やすことが可能（押すボタンによってシールを貼る位置や数が変化）。シールを貼っている間はゲージ上に貼った数だけシールのアイコンが出る。しかし、ダウンするとシールがはがれ、ダメージをうけてしまう。
HHAは当て身技の「お前の狙いは完璧にわかったッ！」。シールで自分の頭を増やすので、成否を問わずダメージを受けてしまう。
GHAは姉の敵スポーツ・マックスを倒す際の攻撃を再現した「これも！ これも！ これも！ これも！」。
ナルシソ・アナスイ
声 - 中村悠一 / 浪川大輔
バトルスタイル - スタンド、スタンド名 - ダイバー・ダウン
猟奇殺人鬼の男囚。徐倫に恋心を抱いている。スタンド「ダイバー・ダウン」は人や物の中に潜行し、内部から操ったり構造を組み替えたりすることができる。
『ASB』DLC追加キャラクター。キャンペーン第4弾「恐怖の処刑人」で配信。
HHAは攻撃エネルギーを地面に潜行、解放後にダイバー・ダウンのラッシュで追撃する「祝福しろ」。
GHAは相手の肉体にダイバー・ダウンを潜行させて内側からラッシュをかける「潜行させたぜ」。
エンリコ・プッチ / エンリコ・プッチ（最終）
声 - 速水奨 / 関智一
バトルスタイル - スタンド、スタンド名 - ホワイトスネイク（声 - 桐本琢也 / 関智一） / C-MOON（声 - 桐本琢也 / 関智一） / メイド・イン・ヘブン
第6部のボス。G.D.st刑務所の教誨師。DIOの親友であり、彼の遺した「天国へ行く方法」を実現させようとしている。人の記憶とスタンド能力を「DISC（ディスク）」化させて奪い取るスタンド「ホワイトスネイク」を使う。スタンドは後に自身を中心に引力を逆転させる「C-MOON」、時を加速させる「メイド・イン・ヘブン」へと進化していく。
特定のコマンド技をヒットさせることで相手から「DISC」を抜き取ることができ、DISCを奪われた相手はコマンド技・特殊技・スタイルが使用不可能になる（スタンドや騎乗のON/OFFは可能）。これは時間経過では回復せず、プッチをダウンさせると落とすDISCを拾う必要がある。逆にプッチに拾われてしまうと回収されてしまい、再びダウンさせないといけない。なお、DISCが奪われた状態は後述のスタンド進化後も継続する。
初期状態ではスタンドはホワイトスネイクだが、特殊技「14の言葉」を使用し、"緑の赤ちゃん"ゲージを貯めると自動的にC-MOONに進化する。C-MOON状態ではHHAが使えなくなる。コマンド技「パンチは必ず1発だけだ」や「これでおまえは「両腕」を失ったァアアーーーッ」をヒットさせると相手は「『裏返し』になったッ!」状態となり、一定時間継続ダメージを与えることができる。しかし対応技を2回当てると「『裏返し』になったッ!」状態は解除されてしまう。"緑の赤ちゃん"ゲージとC-MOONへの変化はラウンドをまたいで継続される。
HHA「スデニ…出来テイタナ…」は相手のDISCを奪うことができる。
GHA「メイド・イン・ヘブン」はC-MOON状態でのみ使用可能。スタンドがさらにメイド・イン・ヘブンへと進化し、ステージの背景も専用のものに変化する。手間がかかる分、自分の高速化＆相手の低速化という強力な効果を持つ。ステージ「ケネディ宇宙センター」で使用すると、シャトルに飛び乗る演出が追加される。
『ASBR』では初期状態では未登場であり、2022年12月の無料アップデートにより参戦。「エンリコ・プッチ（最終）」表記。また、2023年1月のアップデートで自分の高速化・相手の低速化が無くなる代わりにステップ時に姿が消えるようになるなど、性能が修正されている。
エンリコ・プッチ（ASBR）
声 - 関智一
バトルスタイル - スタンド、スタンド名 - ホワイトスネイク（声 - 関智一）
『ASBR』からの追加参戦キャラクター。原作序盤におけるプッチで、上記のプッチと異なり、ホワイトスネイクのみで戦う。
ホワイトスネイクの性能は上記のプッチとほぼ同様だが、スタンドが進化しない代わりにホワイトスネイクのまま使用できるGHAなどの新技が追加されている。GHA「コレガワタシノ『ホワイトスネイク』ノ能力ッ！」は当て身技で、成功すると相手からDISCを奪うことができる。上記のプッチ（最終）がプレイヤーキャラクターとして選択されている場合はアシストとして選択はできない。
フー・ファイターズ
声 - 白石涼子 / 伊瀬茉莉也
通称「F・F」。プランクトンがスタンドのDISCを得たことで生まれたミュータント。プランクトンが集合することで人型スタンドのような姿を取っている。普段は女囚・エートロの死体を体として使用している。自身の一部でもあるプランクトンを相手へと弾丸のように打ち込むF・F弾を使用する。
『ASB』ではキャンペーンモードに登場。任意のボスのHPにダメージかエネルギーを一つ回復するかを選択できる。
『ASBR』からはプレイアブルキャラクターとしても参戦。独自のゲージ「プランクトンアイコン」を持ち、一部のコマンド技を連携攻撃として自由に組み合わせる「F・Fらしい動き」を発動することができる。「F・Fらしい動き」を行うたびに「プランクトンアイコン」は減少するが、スタイルボタンを押すことで発動する「弱点は克服している……」、あるいはHHA「ウェザー・リポートに雨を降らせる」を使用することでアイコンは回復する。HHAは体力も少量回復する。
GHAは相手にF・F弾を撃ち込み、ヒットすると分身が相手を拘束し口内に再度打ち込んで内部から攻撃して止めを刺す「知性ならおまえたちより上だッ！」。
ウェザー・リポート
声 - 大川透 / 梅原裕一郎
バトルスタイル - スタンド、スタンド名 - ウェザー・リポート
謎の男囚。プッチ神父によって記憶の大半を奪われている。スタンドは天候を操る「ウェザー・リポート」。
ゲーム中では第6部ステージ「グリーン・ドルフィン・ストリート刑務所」のステージギミックとして登場。
『ASBR』からはプレイアブルキャラクターとしても参戦。2022年12月の無料アップデートにて登場。
特殊技の「ウェザー・リポート」はゲージが消費していく変わりに、一部を除いた飛び道具を跳ね返したり、触れた相手に火傷を負わせダメージを与えるといった特殊効果を発動させる。
HHAは虹に触れるとで相手をカタツムリ状態にして行動を制限させる「「悪魔の虹」！「ヘビー・ウェザー」だ」。GHAは原作におけるラング・ラングラーとの戦いで披露した「雲のスーツ」。スタンド能力で生み出した竜巻で相手を打ち上げた後、雲で生成したスーツを身に纏い、四方八方に体当たりをした後、落雷を落としてトドメを刺す。

#### その他のキャラクター（Part6）
エンポリオ・アルニーニョ
声 - 北西純子 / 種﨑敦美
G.D.刑務所にこっそりと住んでいる少年。物体の幽霊を操るスタンド「バーニング・ダウン・ザ・ハウス」を使う。
『ASB』ではギャラリーモードの案内を担当。また、第6部ステージ「ケネディ宇宙センター」のステージギミックの演出で登場。
『ASBR』では、上記に加えてオールスターバトルモードの案内も担当する。
ドラゴンズ・ドリーム
声 - 西脇保
老人の男囚ケンゾーのスタンド能力。自我を持ち、吉凶の方角を指し示す能力を有する。
ゲーム中ではキャンペーンモードに登場。吉凶の方角を指し示すことで、3つあるプレイヤー有利な効果をランダムで一つ与えてくれる。
『ASBR』には登場しない。
ドナテロ・ヴェルサス
声 - 宮下栄治
DIOの息子の一人。地面が記憶している過去の出来事を再現するスタンド「アンダー・ワールド」が中途半端に目覚めたことで不幸に見舞われていた。
ゲーム中ではストーリーモードに登場。「アンダー・ワールド」でサポート効果を掘り起こしてくれる。
『ASBR』には登場しない。
アイリン
声 - 沢城みゆき / ファイルーズあい
プッチの「メイド・イン・ヘブン」によって誕生したパラレルワールドに存在する、空条徐倫に酷似した女性。
ゲーム中では第6部のストーリーモードに登場。また、徐倫のカラーリングに原作でのアイリンの服装を再現したものがある。

### 第7部 スティール・ボール・ラン

#### 参戦キャラクター（Part7）
ジョニィ・ジョースター
声 - 梶裕貴
バトルスタイル - 騎乗、愛馬 - スロー・ダンサー、スタンド名 - タスク（牙） ACT1 - 4
第7部の主人公。かつては天才騎手だったが、性格が災いしてトラブルを起こし、下半身不随となっている。「遺体」の影響で自らの爪を弾丸のように発射するスタンド「タスク」を得る。
下半身不随のため、馬から降りるとジャンプ・ダッシュが不可能になるなど、運動性能が極端に落ちる。地面を這って移動するためスピードも遅いが、姿勢が低いため一部の技は当たらない。
スタンド「タスク」はHHAを使うごとにACT1から順番に進化していく（使用するだけで進化するので、相手に当たる必要は無い。また、GHAを使うと一気にACT4に進化する）。タスクは進化するごとに技性能が変化する。
HHAはACT1時が穴となった爪弾が相手をホーミングして吹っ飛ばす「回転は「穴」になっても死なないぞッ!!」。ACT2時が自分を撃つことで穴に体を巻き込ませ、別の場所に移動してから爪弾を撃つ「さっきわかった！ 撃つべき場所が…」。ACT3時はACT4が相手にラッシュを喰らわせる「完全なる黄金の『回転エネルギー』」。
GHAはACT4がラッシュを放つ「本当に本当になんて遠い廻り道………」。ヴァレンタイン大統領に対して使用すると特殊演出がある。
聖なる遺体取得ボーナスは1段階目が攻撃力の上昇、2段階目が爪弾発射時にのけぞらなくなる、3段階目がHHゲージの上昇量が上がる。
オールスターバトルリーグの応援キャンペーンでは5位。
ジャイロ・ツェペリ
声 - 三木眞一郎
バトルスタイル - 騎乗、愛馬 - ヴァルキリー、スタンド名 - ボール・ブレイカー
第7部の主人公。鉄球を武器とする鉄球使い。鉄球は自然界に存在する「黄金長方形」を見て「黄金の回転」を加えることでその真価を発揮する。
固有の特殊ゲージ"回転ゲージ"を有し、特殊技「回転」を使うことで上昇する。量によって技が強化され、完全に溜まると「黄金回転モード」が発動する。2つ鉄球を放つと回収するまで鉄球関連の技が使えなくなる。
特殊ガード技「皮膚を硬化させた」は一部のガード不能技などもガードすることができる。
HHAは鉄球を2連続で投げる「もいっぱああつッ！」。
GHAは「ボール・ブレイカー」。ヴァレンタイン大統領に対して使用すると特殊演出がある。
聖なる遺体取得ボーナスは1段階目がコマンド技「スキャン」の使用可能、2段階目が鉄球投擲時にのけぞらなくなる、3段階目では常時「黄金回転モード」になる。
オールスターバトルリーグの応援キャンペーンでは16位。
ファニー・ヴァレンタイン
声 - 加瀬康之
バトルスタイル - スタンド、スタンド名 - Dirty deeds done dirt cheap（いともたやすく行われるえげつない行為）
第7部のボスの一人。第23代アメリカ合衆国大統領で、世界の覇権を手中に収めるためSBRレースを利用する。スタンドはパラレルワールド間を自在に行き来する「D4C」。
HHゲージが使用不可能になる代わりに、別次元の自分と入れ替わることで一度だけHPを全回復できる特殊技「自分を「隣りへ」捨てて「入れ替わっている」」が使用可能。
HHAはカウンター技「どジャアァァ〜ン」。成功すると他の平行世界から複数人のヴァレンタインを連れてきて同時攻撃を行う。
GHAは相手を他の世界の自分と出会わせることで衝突・消滅させる「いともたやすく行われるえげつない行為」。ガード不能技。
聖なる遺体取得ボーナスは1段階目がガードゲージが減りにくくなる、2段階目が防御力の上昇、3段階目は「D4C-ラブトレイン-」の発動。
「D4C-ラブトレイン-」が発動すると防御力が大幅に強化され、HHA・GHA以外の飛び道具が無効化される。ただし、自身が攻撃している間は無効化されない。
ディエゴ・ブランドー
声 - 子安武人
バトルスタイル - 騎乗、愛馬 - シルバー・バレット、スタンド名 - スケアリーモンスターズ
第7部のボスの一人。レースの参加者で、イギリス競馬界の貴公子と呼ばれる天才騎手。通称Dio。自分や他の生物を恐竜化させるスタンド「スケアリーモンスターズ」を使う。
『ASBR』からの追加参戦キャラクター。HHA「スケアリー モンスターズ」を発動することで一定時間恐竜に変身する。恐竜化している間は常時スーパーアーマー状態となり、投げ技やHHA、GHAが無効化される。GHAは手刀を繰り出したあとに恐竜たちをけしかけて、そのまま相手を切り刻む「このオレがッ!! 手に入れるこの世界への「線」だッ!!」。
第3部のDIOとの掛け合い台詞では、並行世界から来たディエゴを連想させる台詞が存在する。
並行世界から来たディエゴ
声 - 子安武人
バトルスタイル - 騎乗、愛馬 - シルバー・バレット、スタンド名 - THE WORLD
第7部のボスの一人。ヴァレンタインの能力により並行世界から連れて来られたディエゴ。第3部のDIOと同じく、時を止めるスタンド「THE WORLD」を持つ。
『ASB』では第7部のストーリーモードに登場。
『ASBR』からはプレイアブルキャラクターとして参戦（DLC追加参戦キャラクター）。上記のディエゴとは性能は全く異なり、主にガソリンやワイヤートラップを用いた戦い方をする。必殺技の1つである「試練は『克服して必ず殺す』」で相手にガソリンを撒き散らし、大量のマッチを投げつける「お楽しみはここからだ……」で相手を引火させて大ダメージを負わせることができる。また、3部のDIOや承太郎と同様に時止めも使用可能。
HHAはスタンドで殴った後にすぐさま時を止めて、大量のナイフを投げつけて止めを刺す「オレだけの時間だぜ」。
GHAは愛馬シルバーバレットに搭乗して突進し、時を止めて隠し持った拳銃とスタンドの攻撃で挟み撃ちにする「「計画」（プラン）は出来た…」。

#### その他のキャラクター（Part7）
スティーブン・スティール
声 - 小形満
「スティール・ボール・ラン」レースの主催者。
『ASB』ではキャンペーンモードの案内を担当。また、第7部ステージ「フィラデルフィアの海岸沿い」のステージギミックとしても登場。
ルーシー・スティール
声 - 桑島法子
スティーブンの妻。
ゲーム中では第7部ステージ「フィラデルフィアの海岸沿い」のステージギミックとして登場。
リンゴォ・ロードアゲイン
声 - 安元洋貴
大統領の刺客の1人。「男の世界」という独自の美学を持つ。時を6秒巻き戻すスタンド「マンダム」を使う。
ゲーム中ではバーサスモード（オンラインモード）の案内を担当。また、キャンペーンモードにも登場し、バトルに負けた際に「マンダム」でバトル前まで戻してくれる。
ポコロコ
声 - 川津泰彦
レースの参加者の1人。「幸運を呼び込む」というスタンド能力「ヘイ・ヤー」によりレースを混乱させる。
ゲーム中ではキャンペーンモードに登場。エネルギーを全て回復してくれる。
ウェカピポ
声 - 成田剣
大統領の刺客の1人。ツェペリ一族とは異なる鉄球の技術「レッキング・ボール（壊れゆく鉄球）」を駆使する。
ゲーム中ではキャンペーンモードに登場。「壊れゆく鉄球」で相手のHHゲージを封印する。

### 第8部 ジョジョリオン

#### 参戦キャラクター（Part8）
東方 定助（ひがしかた じょうすけ）
声 - 真殿光昭
バトルスタイル - スタンド、スタンド名 - ソフト&ウェット（柔らかくてそして濡れている）
第8部の主人公。「壁の目」近くの地中から全裸姿で発見された青年。記憶喪失のため、自分のことについて調べている。スタンドは「しゃぼん玉」が触れた物体から一時的に何かを奪う「ソフト&ウェット」。
HHAは相手から視力を奪う「「視力」を奪える」。
GHAは相手から摩擦を奪った後にラッシュをくらわせる「柔らかくてそして濡れている」。
ワンダー・オブ・U
声 - 菅生隆之
バトルスタイル - スタンド、スタンド名 - ワンダー・オブ・U
第8部のボス。TG大学病院の院長「明負悟（あけふ さとる）」として活動しているが、実際には透龍のスタンド能力である。自我を持ち、院長として独自に振る舞っている。自身、および本体である透龍に対して敵意を向ける、あるいは追跡を行うなどするとその相手に対して偶然事故や不幸といった「災厄」が襲い掛かるという能力を持つ。
『ASBR』DLC追加参戦キャラクター。プレイアブルキャラクターとしては「ワンダー・オブ・U（透龍）」表記。
他のキャラクターに比べると機動性は劣る反面、広範囲を自在にワープ可能な「変だ…い…いつの間に…？」や、成功すると相手から少し離れて弾き飛ばす「攻撃…して来たのか…この…わたしを…」といった特殊移動技や当身技を多数所持している。
独自システムとして「厄災レベル」を持っており、体力が少なくなるほどに相手に厄災が降りかかる「「何かがブツかって来るッ!!」」を始めとして必殺技が3段階に強化されていく。
また、プレイヤーキャラクターで唯一、通常投げとジョセフの「おまえの次のセリフは」が通用しない。
HHAは相手のもとを離れていきながら全画面攻撃の雨を降らせる「雨だッ！ 激突してくるぞォォッ」。
GHAは相手が様々な厄災に襲われる当て身技「厄災が来る」。

#### その他のキャラクター（Part8）
広瀬 康穂（ひろせ やすほ）
声 - 喜多村英梨
定助を発見した女性。その縁で定助の正体をつきとめる調査に同行している。正しい道を示すスタンド「ペイズリー・パーク」を使う。
ゲーム中では第8部ステージ「壁の目」のステージギミックおよびシチュエーションフィニッシュの演出で登場。
東方 常秀（ひがしかた じょうしゅう）
声 - 三浦祥朗
定助を引き取った東方家の次男。康穂の幼馴染。
ゲーム中では第8部ステージ「壁の目」のステージギミックおよびシチュエーションフィニッシュの演出で登場。
透龍（とおる）
声 - 島﨑信長
『ASBR』DLC追加キャラクター。康穂の元恋人でTG大学病院でアルバイトをしている学生ではあるが、その正体は数十年以上を生きる「岩人間」であり、「明負悟院長」の正体でもあるスタンド、ワンダー・オブ・Uの本体。
ゲーム中ではワンダー・オブ・Uの演出などに登場する。

### バオー来訪者
橋沢 育朗（はしざわ いくろう） / バオー
声 - 内山昂輝
バトルスタイル - バオー武装現象（アームド・フェノメノン）
研究機関ドレスの実験体として寄生虫・バオーを寄生させられた少年。生命の危機に瀕すると体内の寄生虫が宿主を強化・変身する現象「バオー武装現象（アームド・フェノメノン）」が発動。
『ASB』DLC追加キャラクター。キャンペーン第5弾「これが！ バオーだッ!!」で配信。
HHAは体から放つ電気をエネルギーに変えて放つ「レーザー砲！」。
GHAは掴んだ敵に武装現象の様々な能力を連続で叩き込む「こいつの「におい」を止めてやるッ！」。
武装現象発現中は基本的に「バルバルバルバル」「ウォォォーーム」といった咆哮を発するのみで、喋ることはない。そのため、技名やモノローグなどはナレーションが担当している。育朗本人は戦闘前の掛け合いや一部の勝利台詞でのみ喋る。

## 登場ステージ
ディオの館
第1部のステージ。吸血鬼ディオが根城にしていた館。
背景ではディオ配下のゾンビたちが暴れまわり、スピードワゴンが対戦の行方を見守っている。
ステージギミック
特定の場所でダウンすると、ゾンビがシャンデリアを落下させる。
シチュエーションフィニッシュ
バルコニーへ向かって決着をつけると発動。
敗北したキャラクターがバルコニーの手すりを越え、崖下へと落下する。

闘技場
第2部のステージ。ジョセフとワムウが「戦車戦」での決闘を行った場所。
闘技場の外周は吸血鬼たちで埋め尽くされており、中央ではリサリサとカーズの2人が観戦している。
ステージギミック
ステージ端の吸血馬の近くでダウンすると吸血馬が驚いてステージ内を暴れまわる。
シチュエーションフィニッシュ
中央のかがり火へ向かって決着をつけると発動。
敗北したキャラクターが突進してきた吸血馬に踏み潰される。

カイロ市街
第3部のステージ。夜のカイロ市街。承太郎とDIOの最終決戦が行われた場所の一つ。
ステージギミック
特定の場所でダウンすると、DIOに脅迫されたウィルソン・フィリップス上院議員が運転する車がステージに突っ込んでくる。
シチュエーションフィニッシュ
戦闘開始時点から見て右側に向かって決着をつけると発動。
敗北したキャラクターが吹き飛ばされ、原作の花京院のように貯水タンクに激突する。

DIOの館
第3部のステージ。エジプトでDIOが住んでいた館。ポルナレフたちがヴァニラ・アイスと死闘を繰り広げた場所。
ヴァニラ・アイスのスタンド「クリーム」の能力により、そこら中が穴だらけになっている。
ステージギミック
特定の場所でダウンすると、背景にいたヌケサクが天井から落下してくる。
シチュエーションフィニッシュ
「クリーム」によって開けられた大穴に向かって決着をつけると発動。
敗北したキャラクターが吹き飛ばされ、大穴から館の外へ飛び出る。その際、吸血鬼や柱の男を使用していると日光を浴びて消滅する演出が入る。

カイロ陸橋
第3部のステージ。『ASBR』より追加。承太郎とDIOの最終決戦が行われた場所の一つ。
ステージギミック
特定の場所でダウンすると、DIOが大量のナイフを投げてくる。
シチュエーションフィニッシュ
横倒しになった車に向かって決着をつけると発動。
時が止まり、次の瞬間に空中からロードローラーが敗北したキャラクターの上へと落ちてくる。

杜王町
第4部のステージ。吉良吉影を追い詰めた場所。
吉良の爆弾により火事になった家に救急隊が駆けつけている。
ステージギミック
特定の場所でダウンすると、ステージ内の数か所に落雷が起こる。音石明の「レッド・ホット・チリ・ペッパー」のみ、ダメージを受けずに電力ゲージを回復することができる。
シチュエーションフィニッシュ
救急車に向かって決着をつけると発動。
敗北したキャラクターが「振り向いてはいけない小道」に迷い込み、杉本鈴美の声と共にあの世へ引きずり込まれる。

吉良邸
第4部のステージ。吉良吉影の実家。
吉良吉廣の「アトム・ハート・ファーザー」の能力で隔離された空間が舞台となる。
ステージギミック
特定の場所でダウンすると、写真の中の吉良吉廣が包丁を振り回しながらステージを通り抜ける。
シチュエーションフィニッシュ
縁側近くの机に向かって決着をつけると発動。
敗北したキャラクターが吉良の机に激突し、彼のノートの1ページが表示される。

ボヨヨン岬
第4部のステージ。『ASBR』より追加。杜王町の海に面した別荘地帯。康一の「エコーズ」によって尖った岩場に「ボヨヨン」という言葉が貼り付けられており、落ちても跳ね返ってしまう。
ステージギミック
特定の場所でダウンすると、康一の「エコーズ」がステージ内に言葉を貼り付ける。言葉は複数種類あり、それぞれで効果が異なる。
シチュエーションフィニッシュ
海へと落とすように決着をつけると発動。
敗北したキャラクターが岩場へと落ちていくが、「ボヨヨン」と跳ねて海へと落下する。

ローマ市街
第5部のステージ。物語終盤の舞台となった場所。
事故を起こした車や割れた地面など普段のローマ市街よりも荒れた風景となっている。
ステージギミック
特定の場所でダウンすると、セッコがスタンド「オアシス」の能力でステージ内の数か所を泥化させる。
シチュエーションフィニッシュ
敗北したキャラクターが吹き飛ばされ、近くに停車しているゴミ収集車に叩き込まれる。

ネアポリス駅
第5部のステージ。ブチャラティたちが亀を受け取った、フィレンツェ行き特急が停車している駅のホーム。
駅内にはブチャラティたちを探す暗殺チームのプロシュートとペッシがうろついている。
ステージギミック
列車の近くでダウンすると、ペッシの「ビーチ・ボーイ」の針で釣り上げられる。
シチュエーションフィニッシュ
列車に向かって決着をつけると発動。
敗北したキャラクターが「ビーチ・ボーイ」の針で釣り上げられ、同時に特急が出発し引きずり回される。

コロッセオ
第5部のステージ。『ASBR』より追加。ブチャラティたちとポルナレフの合流場所となっていたローマ市街にあるコロッセオ。
内部ではポルナレフの暴走したスタンド「チャリオッツ・レクイエム」が徘徊している。
ステージギミック
特定の場所でダウンするとチャリオッツ・レクイエムが出現。一定時間ダメージ量が増加する。
シチュエーションフィニッシュ
コロッセオの出入り口に向かって決着をつけると発動。
チャリオッツ・レクイエムが落ちていた矢を拾い、去っていく。

グリーン・ドルフィン・ストリート刑務所
第6部のステージ。空条徐倫が無実の罪で入ることになった刑務所。
ウェザー・リポートのスタンド能力により現れた大量のヤドクガエルが庭中を埋め尽くしている。
ステージギミック
牢の前でダウンすると、ウェザー・リポートが大量のヤドクガエルを降らせる。ヤドクガエルに触ると毒ダメージが付与される。
シチュエーションフィニッシュ
プッチ神父がいる鉄格子に向かって決着をつけると発動。
「ホワイトスネイク」が現れ、敗北したキャラクターのDISCを奪う。

湿地帯
第6部のステージ。『ASBR』より追加。刑務所の屋外に広がる湿地帯。
ステージギミック
特定の場所でダウンすると、上空からフー・ファイターズのプランクトンが降ってくる。プランクトンに当たると一定時間強制的にダウンさせられる。
シチュエーションフィニッシュ
水辺に向かって決着をつけると発動。
近くに落ちていた時限爆弾付きの腕輪が爆発し、敗北したキャラクターが巻き込まれる。

ケネディ宇宙センター
第6部のステージ。物語終盤でプッチ神父との決戦が行われた場所。プッチ神父のスタンド「C-MOON」の能力でありえない方向に重力が働いている。
『ASBR』では初期状態では未登場であり、2022年12月の無料アップデートにより追加された。
ステージギミック
特定の場所でダウンすると、上空の建物から瓦礫など様々な物が落下してくる。
シチュエーションフィニッシュ
人がぶら下がっている壁に向かって決着をつけると発動。
敗北したキャラクターが吹き飛ばされ、地面に水平にどこまでも落下していく。

フィラデルフィアの海岸沿い
第7部のステージ。物語終盤でヴァレンタイン大統領とジョニィ、ジャイロが決戦を行った場所。
聖なる遺体と同化したルーシー・スティールに大西洋などの風景が引き寄せられている。
ステージギミック
ルーシーの近くでダウンするとステージ中のどこかに光の柱が発生し、これに触れるとハートヒートゲージが回復する。
シチュエーションフィニッシュ
看板に向かって決着をつけると発動。
敗北したキャラクターが吹き飛ばされ、引き寄せられた「クマに注意！」の看板と激突する。

ロッキー山脈 麓の村
第7部のステージ。『ASBR』より追加。レースの途中で立ち寄ったロッキー山脈の麓にある村。
ステージギミック
特定の場所でダウンすると、恐竜が襲いかかってくる。恐竜に襲われるとダメージだけでなくHHゲージも減少する。
シチュエーションフィニッシュ
壊れた壁に向かって決着をつけると発動。
敗北したキャラクターが壁の間から落ち、そのまま崖を落ちていく。

M県S市紅葉区杜王町 壁の目
第8部のステージ。東方定助が発見された場所。
震災時に突如現れた巨大な隆起物と巻き込まれた家が印象的。隆起物付近には広瀬康穂が座り込んでいる。
ステージギミック
康穂の近くでダウンすると、怒った常秀が岩を振り回しながらステージを横切る。康穂がペイズリー・パークで警告してくれる。
シチュエーションフィニッシュ
康穂に向かって決着をつけると発動。
敗北したキャラクターが康穂の近くまで吹っ飛ばされ、常秀に岩で殴られる。

## 評価

### ゲーム雑誌からの評価
ゲーム雑誌『週刊ファミ通』の2013年9月5日号（8月22日発売）に掲載されたクロスレビューのコーナーで40点満点を獲得した。これは過去にバンダイレーベルから発売されたゲームおよびサイバーコネクトツーが開発したゲームでは初めてとなる最高得点である。

### 消費者からの評価
本作は事前予約が好調であり、発売前にメーカー受注本数50万本を達成。実売でも40万本近い初週売り上げとなり、出荷の8割近くを初動で消化した。
しかし発売後は、2週目の売上はメディアクリエイトの集計で2万本を割り、中古の買い取り価格や新品の販売価格が短期間のうちに下落、発売から1か月後のAmazon.co.jpでの通常版新品販売価格は定価の約3割となる2590円となった。本作は、発売日前日になって、有料での追加ダウンロードコンテンツに関する詳細などが公式サイト上で公表され、発売後のアップデートではキャンペーンモードのエネルギー回復速度が4倍になったり、バランス調整のための修正が入るなどの対処がなされている。
ゲームライターの田下広夢は、「課金をしないと快適に遊べないコンテンツ（キャンペーンモード）がゲーム内に存在することを発売前に告知しなかった」「永久コンボなどの格闘ゲームとしてのバランスを崩す不具合が存在した」と評し、事前に評価が高かっただけに、逆にユーザーに「裏切られた」「騙された」という印象を与えてしまったことが、発売後に売り上げが下落した原因だと考察している。また発売後のアップデートについても、それらの後手の対処では一度失われた信頼は戻ってこないとして、ゲーム業界のダウンロードコンテンツビジネス全般の教訓として「ユーザーとの信頼関係を大切にし、気持よくお金を払ってもらうということをもっともっとよく考える必要があるように感じます」と述べている。買取価格比較サイト「ウリドキ」もまた、2014年末になって本作のネット口コミ評判を原因とする異常な買取価格暴落を紹介し、「ソフトそのものや課金に対するネット口コミ評価がここまで買い取り価格下落に繋がるのは異例のことです。特に熱烈なファンがいる作品こそ、反発も強くなるという事例ではないでしょうか。」と分析している。

## CM
テレビアニメの放送枠で本作品のCMが放送された。
60秒TVCM ROUND1 - 3
DIOの館においての空条承太郎、テレンス・T・ダービーの戦闘シーンを再現したもので、本来は「Oh! That's a baseball」をプレイする場面で、承太郎が本作をプレイタイトルに選ぶという原作をパロディしたCMとなっている。
15秒TVCM ダービー篇
「ROUND1 - 3」を短く編集したもの。
15秒TVCM ドリームマッチ篇
空条承太郎対空条徐倫の「父VS娘」やジョナサン・ジョースター対ジョニィ・ジョースターの「波紋VS回転」など、原作ではあり得なかった夢の対決をまとめたCM。
TVCM 実写篇
時が止まった世界で現実の人々が様々なポーズをしているCM。
TVCM 運命篇
スピードワゴンがゲームの紹介をするCM。

## オールスターバトルリーグ
発売直前の7月から8月までの2ヶ月間生配信企画「ジョジョの奇妙な冒険 オールスターバトルリーグ」が開催、6月19日に抽選会が行われ、7月に予選リーグが、8月に決勝トーナメントが行われた。なお、応援キャンペーンで1位から3位になったキャラクターはシード選手として予選で戦うことなく決勝トーナメントに進出し、東方仗助（3位）、DIO（2位）、ジョナサン・ジョースター（1位）がシード選手となった。大会は1回勝負でコンピューター対戦による大会となっている。
出演者はバンダイナムコゲームスプロデューサーの新野、サイバーコネクトツー開発ディレクターの松山、ジョジョが好きな芸人ケンドーコバヤシの3名。なお、決勝リーグ抽選会は都合がつかず、ケンドーコバヤシは欠席となり等身大パネルが置かれ、代理としてスピードワゴン役の声優上田燿司が出演した。

## 関連商品
一番くじ ジョジョの奇妙な冒険 Part7 スティール・ボール・ラン
バンプレストより2013年10月中旬発売。くじの最後の1枚の購入者に与えられる「ラストワン賞」は、「ジョニィのオリジナル衣装DLC」で、後に有料配信と記載されていたものの、2017年6月現在配信は行われていない。